# Ruínas do teatro romano de Lisboa
As Ruínas do Teatro Romano, ou Ruínas do Teatro Romano dedicado a Nero, situam-se na encosta sul do Castelo de São Jorge, na freguesia de Santa Maria Maior, anteriormente na freguesia extinta da Sé, em Lisboa.
O teatro foi construído no século I, no tempo do imperador romano Augusto. Foi reconstruído no tempo do imperador Nero, e durante o reinado de Constantino foi parcialmente desmantelado. Abandonado no século IV, permaneceu soterrado até 1798, ano em que as ruínas foram descobertas após o terramoto de 1755.
Objecto de várias campanhas arqueológicas desde 1967, foi assim recuperado parte das bancadas, da orquestra, da boca de cena e do palco e grande número de elementos decorativos. Foi sob a alçada do arquitecto Francisco Xavier Fabri que começaram as primeiras escavações com vista a conhecer o estado das ruínas.
As ruínas foram classificadas por proposta do IPPAR como Imóvel de Interesse Público em 1967 (através do Decreto n.º 47 984 e publicado no Diário do Governo nº 233, de 6 de outubro de 1967).

## Museu
O Museu do Teatro Romano é um espaço museológico consagrado ao teatro romano de Lisboa, que foi construído na época de Augusto (r. 27 a.C.–14 d.C.) e ocupa a vertente sul da colina do Castelo de São Jorge junto ao Pátio do Aljube, 5 (à Rua Augusto Rosa). O teatro, abandonado no século IV d.C., permaneceu soterrado até 1798, ano em que as ruínas foram descobertas após o terramoto de 1755. O museu está instalado num imóvel seiscentista, na área provável de uma das antigas entradas do teatro.
Objecto de várias campanhas arqueológicas desde 1967, foi assim recuperado parte das bancadas, da orquestra, da boca de cena e do palco e grande número de elementos decorativos.